# Pierre Guillot (rosiériste)
Pour les articles homonymes, voir Pierre Guillot et Guillot.

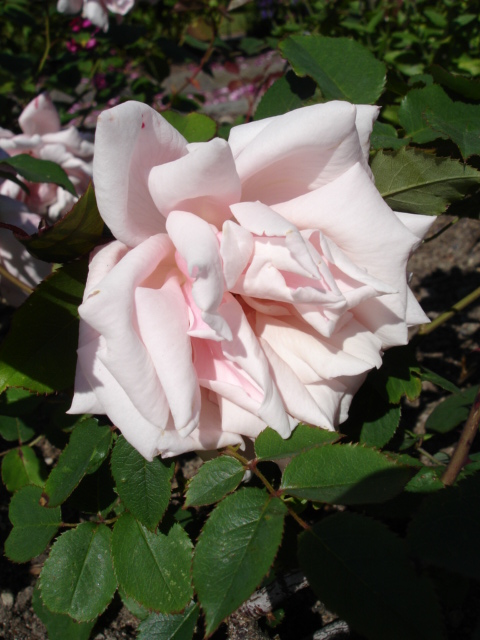
Rose 'Madame Léon Pain' (1904, hybride de thé).

Pierre Guillot, né à Lyon le 13 novembre 1855 et mort le 28 septembre 1918 dans la même ville, est un rosiériste français, fils de Jean-Baptiste Guillot héritier des roseraies Guillot à l'origine de nombreuses obtentions d'hybrides de thé.

## Biographie
Pierre Guillot  poursuit des études supérieures spécialisées et prend la direction des roseraies Guillot en 1892. Contrairement à son père, il n'édite que peu d'obtentions (une quarantaine), mais à cause de la concurrence de plus en plus forte ne commercialise que des roses de qualité exceptionnelle.
On doit à Pierre Guillot divers rapports sur les roses dans les congrès nationaux et internationaux ; il fit partie de plusieurs sociétés savantes et participa à de nombreux jurys. Il fut nommé chevalier de la légion d'honneur en 1913. Époux de Marie-Louise Compagnon, qui lui donne trois enfants (Hélène, Marguerite et Marc), c'est elle qui prend les rênes de l'entreprise familiale après la mort prématurée de Pierre Guillot, jusqu'à ce que Marc Guillot (1899-1953) prenne la direction de l'affaire en 1926 à la mort de sa mère.
L'obtenteur de roses Dominique Massad, petit-neveu de Marc Guillot, est l'arrière-petit-fils de Pierre Guillot.

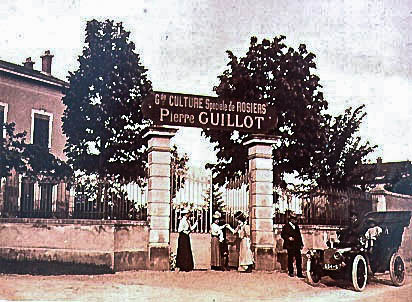
Roseraie Guillot à Monplaisir en 1903.

## Quelques obtentions
Parmi les 41 obtentions qu'il a obtenues, l'on peut distinguer
- 'Alexandre Trémouillet' (1902)
- 'Charlotte Gillemot' (1894)
- 'Comtesse de Cassagne' (1919, donc commercialisé par sa veuve)
- 'Comtesse du Cayla' (1902)[3]
- 'Irène Watts' (1895)
- 'Jacques Porcher' (1914)
- 'Madame Eugène Résal' (1894)
- 'Madame Jules Grolez' (1896)
- 'Madame Léon Pain' (1904)[4]
- 'Madame Renahy' (1889)
- 'Marquise de Ganay' (1909)[5]
- 'Souvenir de Catherine Guillot' (1895)

Plusieurs variétés sont encore commercialisées et connaissent même un véritable engouement.

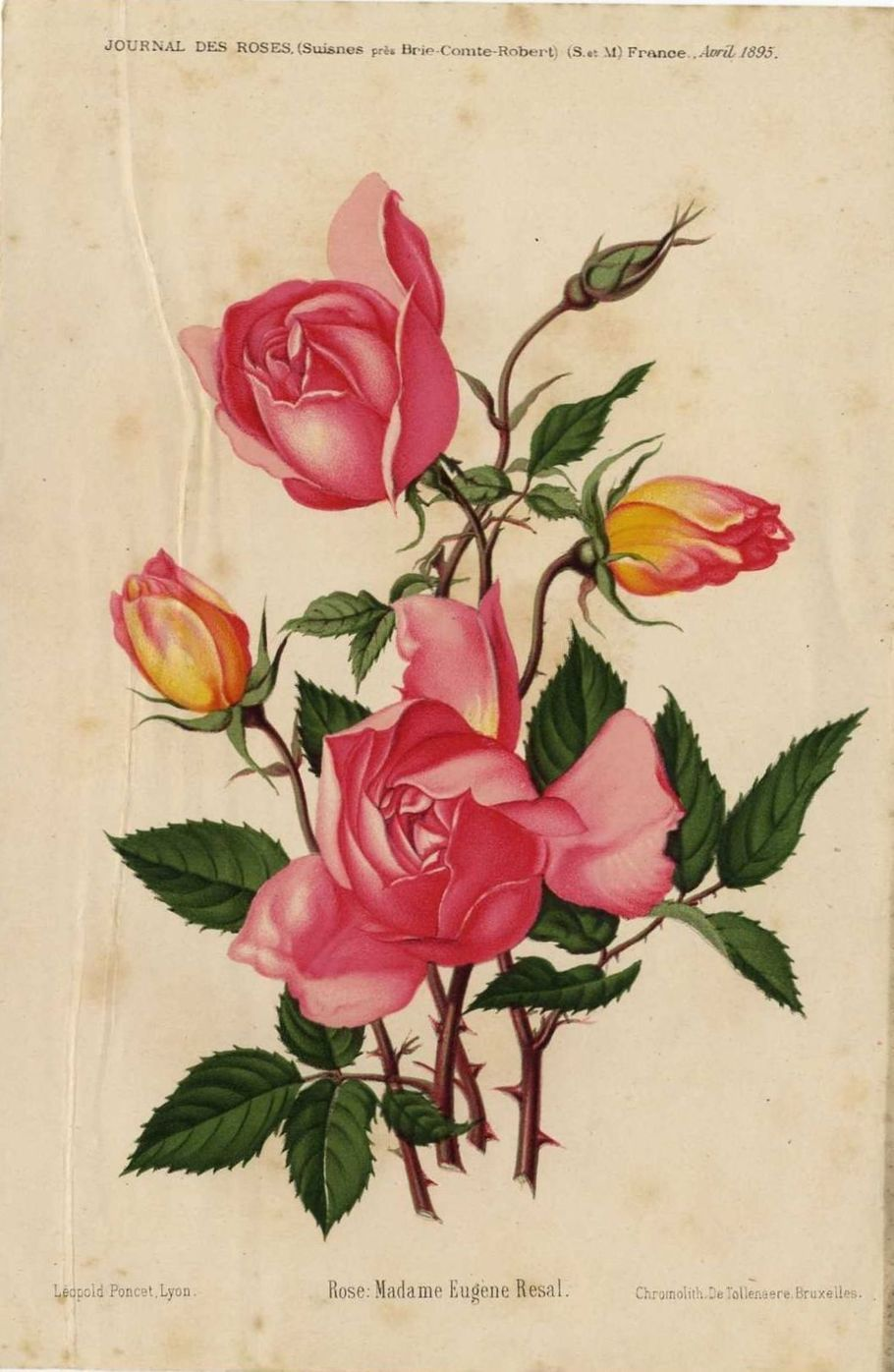
'Madame Eugène Résal' (1894).